# Attia Hamouda
Attia Muhammed Hamouda (arabisch عطية محمد حمودة, DMG ʿAṭiyya Muḥammad Ḥamūda; * 30. November 1913 in Kairo; † 1992) war ein ägyptischer Gewichtheber, der im Leichtgewicht bis 67,5 kg antrat.

## Erfolge
Seinen ersten internationalen Auftritt hatte er bei den Weltmeisterschaften 1938 in Wien, wo er die Silbermedaille gewann. Bei den Olympischen Sommerspielen 1948 in London gewann er die Silbermedaille. Bei diesem Bewerb erzielte er gemeinsam mit Ibrahim Shams einen olympischen Rekord mit 360 kg. Da Shams leichter war gewann dieser die Goldmedaille. Hamouda gewann bei den Weltmeisterschaften 1950 in Paris die Silbermedaille.